# Півімперіал
Півімперіал — російська золота монета.
Її почали карбувати з 1755 цінністю в 5 рублів 88 проби і вагою в 1 90/96 золотника.
З 1764 року вибивали її тієї ж проби, але вагою в 1 47/88 золотника.
При імператорі Павлові I в 1797 проба була збільшена до 94 2/3 золотника, але вага зменшений: вирішено було вибивати напівімперіал з фунта золота цієї проби 67 півімперіали 1 руб. 59 коп., nоді як в 1764 році вибивали тільки 62 Півімперіал 2 руб. 88 8/9 коп.
У 1817 відновлена для Півімперіал 88 проба і вага 1764 року, що і тривало до указу 17 грудня 1885, яким наказано вибивати напівімперіал по 1 зол. 49,2 дол. Що містять 900 частин золота і 100 міді (5,807 г чистого золота, тобто ідентично французької монеті в 20 франків і іншим монетам Латинського валютного союзу).
З 1897 на півімперіали вибивається означение курсової ціни їх — 7 крб. 50 коп.